# Madonna col Bambino degli Innocenti
La Madonna col Bambino degli Innocenti (Madonna col Bambino e un angelo) è un dipinto a tempera su tavola (87x60 cm) realizzato da Sandro Botticelli, databile tra il 1465 e il 1467 e conservato nella Galleria dello Spedale degli Innocenti a Firenze.

## Storia

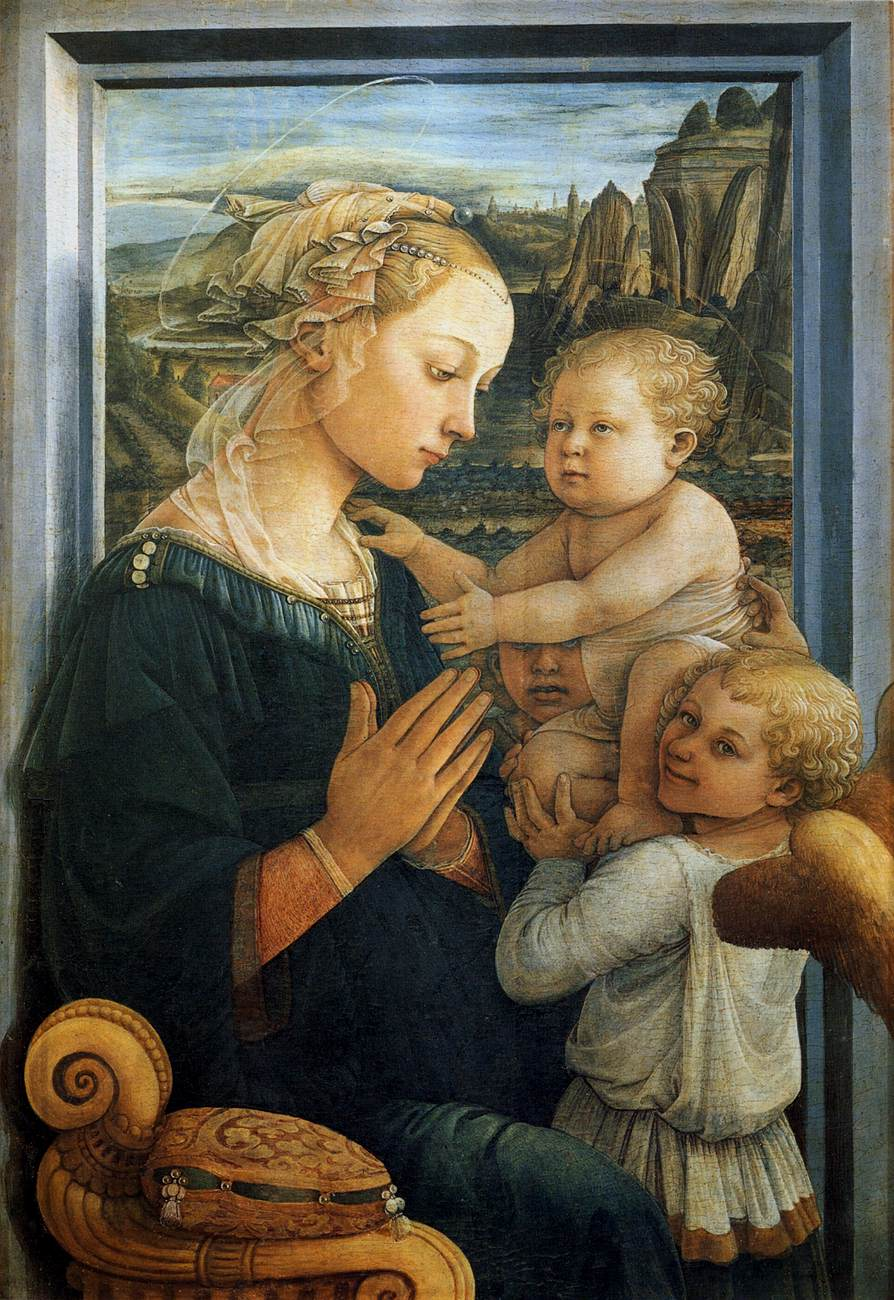
Filippo Lippi, la Lippina (1465 circa)

L'opera è un omaggio alla Lippina, capolavoro di Filippo Lippi agli Uffizi. Si tratta di un'opera giovanile di Botticelli che all'epoca doveva ancora formarsi sotto la lezione del maestro fiorentino, con il quale lavorò forse negli affreschi di Prato. Molti studiosi, dopo aver riconosciuto l'attribuzione al Botticelli anziché al Lippi stesso, indicano la Madonna degli Innocenti come la prima opera nota di Botticelli, accanto a qualche altra opera "lippesca", come la Madonna col Bambino e un angelo di Ajaccio.

## Descrizione e stile
Sullo sfondo di una finestra ad arco retta da colonnine, Maria sta seduta di profilo su un sedile con un ricco cuscino. Abbraccia il Bambino che un angelo le sta porgendo, in quale si volta verso lo spettatore per coinvolgerlo nella rappresentazione.
Rispetto all'opera di Lippi, questa Madonna è intonato a un tono minore, con una tavolozza semplificata, senza il paesaggio e senza il secondo angelo. Diverso è il gesto di afferrare il Bambino e il sentimento che pervade l'opera, molto più malinconico e contemplativo.